# باول مكستاي
باول ميشيل ليونز مكستاي (بالإنجليزية: Paul McStay)‏، من مواليد 22 أكتوبر 1964 في هاميلتون، لاعب كرة قدم إسكتلندي سابق.
و قد قضى مسيرته الكروية كلها مع نادي سيلتك الإسكتلندي، وقد بدأ مسيرته الكروية معهم في عام 1982، واعتزل كرة القدم في عام 1997، وقد لعب معهم 678 مباراة وسجل 72 هدف.
و قد لعب مع منتخب إسكتلندا لكرة القدم 76 مباراة.

## وصلات خارجية
- باول مكستاي على موقع الاتحاد الدولي (مؤرشف)  (الإنجليزية)
- باول مكستاي على موقع الاتحاد الأوربي (الإنجليزية)
- باول مكستاي على موقع الاتحاد الإسكتلندي (الإنجليزية)
- باول مكستاي على موقع قاعدة بيانات كرة القدم.إي يو (الإنجليزية)
- باول مكستاي على موقع ناشيونال فوتبول تيمز (الإنجليزية)
- باول مكستاي على موقع Soccerbase.com (لاعب) (الإنجليزية)
- باول مكستاي على موقع عالم كرة القدم.نت (الإنجليزية)